# Сальсидо, Карлос
Ка́рлос Арно́льдо Сальси́до Фло́рес (исп. Carlos Arnoldo Salcido Flores; 2 апреля 1980, Окотлан, Халиско) — мексиканский футболист, защитник.

## Клубная карьера
Карлос Сальсидо начал свою профессиональную карьеру в мексиканском клубе «Гвадалахара» в 2001 году. Он дебютировал в чемпионате Мексики 22 июля 2001 года. В общей сложности за 5,5 лет выступлений за «Гвадалахару» Сальсидо сыграл 105 игр и забил 2 гола.
После чемпионата мира 2006 года игроком интересовались многие европейские клубы. 10 июля 2006 года Сальсидо подписал 4-летний контракт с «ПСВ».
Дебют Сальсидо за «ПСВ» состоялся 13 августа 2006 года в матче против «Аякса». Свой первый гол за «ПСВ» он забил 18 ноября 2006 года «Эксельсиору». Первый сезон в «ПСВ» прошёл отлично. В Эредивизие Сальсидо сыграл в 33 из 34 матчах команды, и стал чемпионом Нидерландов вместе с командой. В общей сложности, в первом сезоне в чемпионате и Лиге чемпионов Сальсидо провёл 48 матчей.
В 2007 году после ухода из «ПСВ» Михаэла Рейзигера Сальсидо взял номер «3», такой же как в национальной сборной. Так же он был назначен вице-капитаном команды. 5 декабря 2007 года Сальсидо продлил соглашение с клубом до окончания сезона 2011—2012 года.
В августе 2010 года Карлос Сальсидо перешёл в английский «Фулхэм» за £1,6 млн. Дебют Сальсидо за «дачников» состоялся 28 сентября 2010 года в матче чемпионата Англии против «Блэкберн Роверс». В этом матче Карлос сделал голевую передачу на партнёра по команде Клинта Демпси на 56-й минуте матча, который сравнял счёт в матче — 1:1.

## Международная карьера
Карлос Сальсидо дебютировал в сборной Мексики в 2004 году. В 2005 году Сальсидо сыграл на Кубке конфедераций все 5 матчей сборной Мексики в стартовом составе. В полуфинальном матче против сборной Аргентины в дополнительное время он забил свой первый гол за сборную Мексики.
Сальсидо был включён Рикардо Лаволпе в состав на чемпионат мира по футболу в Германии, где сыграл 4 матча. Летом 2010 года Карлос в составе национальной команды поехал на Чемпионат Мира 2010 в ЮАР, где отыграл все матчи без замен. В составе Олимпийской сборной Мексики, Сальсидо стал олимпийским чемпионом Летних Игр в Лондоне.

### Голы за сборную
| #   | Дата             | Место                                      | Противник         | Счёт | Результат  | Соревнование                                       |
| --- | ---------------- | ------------------------------------------ | ----------------- | ---- | ---------- | -------------------------------------------------- |
| 01. | 26 июня 2005     | АВД-Арена, Ганновер, Германия              | Аргентина         | 1:0  | 5:6 (пен.) | Кубок конфедераций 2005                            |
| 02. | 26 октября 2005  | Халиско, Гвадалахара, Мексика              | Уругвай           | 1:0  | 3:1        | Товарищеский матч                                  |
| 03. | 13 июня 2007     | Хьюстон, США                               | Панама            | 1:0  | 1:0        | Золотой кубок КОНКАКАФ 2007                        |
| 04. | 26 марта 2008    | Крейвен Коттедж, Лондон, Англия            | Ганы              | 1:1  | 2:1        | Товарищеский матч                                  |
| 05. | 15 октября 2008  | Стадион Содружества, Эдмонтон, Канада      | Канада            | 1:1  | 2:2        | Чемпионат мира по футболу 2010 (отборочный турнир) |
| 06. | 14 октября 2009  | Порт-оф-Спейн, Тринидад и Тобаго           | Тринидад и Тобаго | 2:2  | 2:2        | Чемпионат мира по футболу 2010 (отборочный турнир) |
| 07. | 11 ноября 2011   | Коррегидора, Сантьяго-де-Керетаро, Мексика | Сербия            | 1:0  | 2:0        | Товарищеский матч                                  |
| 08. | 25 января 2012   | Релайант, Хьюстон, США                     | Канада            | 1:1  | 3:1        | Товарищеский матч                                  |
| 09. | 08 июня 2012     | Ацтека, Мексика                            | Гайана            | 1:0  | 3:1        | Чемпионат мира по футболу 2014 (отборочный турнир) |
| 10. | 07 сентября 2012 | Насьональ, Коста-Рика                      | Коста-Рика        | 0:1  | 0:2        | Чемпионат мира по футболу 2014 (отборочный турнир) |

## Достижения
Командные
 ПСВ
- Чемпион Нидерландов 2006/07
- Чемпион Нидерландов 2007/08
- Обладатель Суперкубка Нидерландов — 2008

 УАНЛ Тигрес
- Чемпион Мексики — Апертура 2011

Международные
 Мексика
- Олимпийские игры 2012
- Золотой кубок КОНКАКАФ 2011